# Shooting Rubberbands at the Stars
Shooting Rubberbands at the Stars är Edie Brickell & New Bohemians debutalbum, släppt 1988. Det producerades av Pat Moran och blev extremt framgångsrikt. Det har erhållit dubbel platinaskiva för 2 miljoner sålda exemplar i USA.
Det blev som bäst 4:a på Billboard 200 och 25:a på UK Albums Chart. Singlarna "What I Am" och "Circle" nådde 7:e respektive 48:e plats på Billboard Hot 100.

## Låtlista
Samtliga låtar skrivna av Edie Brickell, om annat inte anges.
1. "What I Am" (Edie Brickell/Kenny Withrow) - 4:54
2. "Little Miss S." - 3:37
3. "Air of December" - 5:54
4. "The Wheel" - 3:53
5. "Love Like We Do" - 3:13
6. "Circle" (Edie Brickell/Kenny Withrow) - 3:11
7. "Beat the Time" (Edie Brickell/Kenny Withrow) - 2:58
8. "She" - 5:06
9. "Nothing" (Edie Brickell & New Bohemians) - 4:49
10. "Now" - 6:00
11. "Keep Coming Back" - 2:42
12. "I Do" - 2:00